# Telekom Baskets Bonn
Maillots
Le Telekom Baskets Bonn est un club allemand de basket-ball issu de la ville de Bonn. Principale institution sportive de l'ancienne capitale fédérale allemande, le club appartient à la Basketball-Bundesliga soit le plus haut niveau du championnat allemand. Du fait de la proximité avec la ville de Leverkusen, le club du Telekom Baskets Bonn est souvent comparé au club de football du Bayer Leverkusen car ils n'ont jamais été champions d'Allemagne mais maintes fois vice-champions. Cependant cette comparaison devient caduc depuis la saison 2023-2024, historique pour le Bayer Leverkusen qui devient champion d'Allemagne à l'issue de cette saison. 

## Historique
Le Telekom Baskets Bonn est le fruit de la fusion de deux associations : le Godesberger TV, fondé en 1970, et le SC Fortuna Bonn, fondé en 1973.

## Palmarès
| Compétitions nationales | Compétitions internationales                   |
| - Championnat d'Allemagne : - Vice-champion (5) : 1997, 1999, 2001, 2008, 2009. - Championnat d'Allemagne de D2 : - Champion (1) : 1996. - Coupe d'Allemagne : - Finaliste (3) : 2005, 2009, 2012. | - Ligue des champions : - Vainqueur (1) : 2023 |

## Joueurs et personnalités du club

### Entraîneurs
Le tableau suivant présente la liste des entraîneurs du club depuis 1993.
| Rang | Nom                  | Période   |
| ---- | -------------------- | --------- |
| 1    | John Ecker           | 1993-1995 |
| 2    | Bruno Socé (de)      | 1995-2001 |
| 3    | Predrag Krunić (de)  | 2001-2005 |
| 4    | Danijel Jusup        | 2005      |
| 5    | Michael Koch         | 2005-2013 |
| 6    | Mathias Fischer (de) | 2013-2015 |

| Rang | Nom                  | Période   |
| ---- | -------------------- | --------- |
| 7    | Carsten Pohl         | 2015-2016 |
| 8    | Silvano Poropat (de) | 2016      |
| 9    | Predrag Krunić       | 2016-2019 |
| 10   | Chris O’Shea (de)    | 2019      |
| 11   | Thomas Päch (de)     | 2019-2020 |
| 10   | Will Voigt           | 2020      |

| Rang | Nom               | Période   |
| ---- | ----------------- | --------- |
| 12   | Igor Jovović (de) | 2020-2021 |
| 13   | Chris O’Shea (de) | 2021      |
| 14   | Will Voigt        | 2021      |
| 15   | Tuomas Iisalo     | 2021-2023 |
| 16   | Roel Moors        | 2023-     |

### Joueurs emblématiques
- Michael Meeks
- Yorman Polas Bartolo
- Rimantas Kaukėnas
- Derrick Phelps
- Ken Johnson
- Jacob Jaacks
- Kyle Weems
- Jared Jordan